# Carena (Unternehmen)
Carena war ein Kamerahersteller aus Liechtenstein.
Die in Mauren ansässige Firma erzeugte in den 1950er Jahren handliche Filmkameras. Unter Jacques Broïdo begann die Produktion der Geva-8-Carèna. 1953 kam diese Kamera, bei der auf Knopfdruck der Sucher ausfuhr, auf den Markt. 1957 erschien die Carène 2, die bis 1960 produziert wurde. Mit der Einführung der Super-8-Filme in Kassetten ab etwa 1965 begann der Abstieg der Fa. Carena. Die mittlerweile überschuldete Contina AG musste die Kameraproduktion einstellen, danach erfolgte eine Übernahme durch die Hilti AG.
Anfang der 1970er Jahre meldete die Carena SA Konkurs an.
Die aus der Schweiz stammende Interdiscount AG sicherte sich den Markennamen und verwendete ihn für Fotoapparate und Filmkameras, die sie in Fernost kaufte, beispielsweise die Zoom-Kamera Carena Super-Zoom 105.